# プテロダウストロ
プテロダウストロ (学名：Pterodaustro) は、前期白亜紀に南米に生息していた翼指竜亜目の翼竜。
学名は「南の翼」という意味だとされる。"翼"を意味する"πτερόν" はギリシア語、"南の"を意味する"austro" はラテン語である。国際動物命名規約では学名は必ずしもギリシア語・ラテン語の文法に正確に則っていなければならない訳ではないので、規約上は問題ない。

## 分布
最初の化石はアルゼンチンのサンルイス州でアルゼンチン自然史博物館のホセ・ボナパルテ (José Bonaparte) によって1970年に発見された。さらに、チリのアントファガスタ州からも本属に属すると思われる化石が発見されている。

## 概要
翼開長は133センチメートルと中型の翼竜であるが、その大きさにしては頭骨長23.5センチメートルというかなり長めの頭を持つ。これは口吻部が長く伸びているためであるが、その口吻はソリハシシギのように上に向かって大きく湾曲している。この翼竜の最も特徴的な部分はその下顎で、口縁に沿って細長い針のような歯牙がずらりとブラシのように並んでいた。その密度は1センチメートルあたり24本にもなり、下顎全体ではその歯牙が1000本あまりも下顎を取り巻いていたことになる。普通これは後述のように濾過食への適応だと考えられている。

## 生態
長くて密な歯をフィルターとして使い、濾過食を行っていたと考えられている。翼竜の濾過食者としては、既にジュラ紀後期にクテノカスマ科の仲間が現れているが、プテロダウストロは彼らに比べてもさらに目の細かい濾過器を備えている。ただし、クテノカスマ科の仲間が上顎の歯牙も下顎と同じく細長く伸びていたのに対し、プテロダウストロの上顎歯は鈍頭の疣状であり濾過器官とはなっていない。
鳥類で同様の濾過食適応をしたグループとしてカモの仲間やフラミンゴの仲間が存在するが、鳥類がその濾過器として嘴の角質の構造を変化させたものを発達させたのに対し、翼竜類はクテノカスマ科もプテロダウストロ科も口縁の外側に細長い歯牙を伸長させることで濾過器としている。
フラミンゴとの類推から、浅瀬に立ち、水中の小動物・プランクトンなどを濾し取る採食法が考えられている。過度の類推によりフラミンゴと同じく水中の生物が持つ色素によって体色が赤くなるという復元が成されることがあるが、あくまで想像であり科学的根拠はない。

## 繁殖
翼竜の繁殖方法についてはその証拠となる化石が発見されず、永らく謎のままであった。おそらく卵生であるとは推測されていたが、営巣や子供の世話などについては2004年まで全く不明であった。
2004年、ロサンゼルス自然史博物館のルイス・キアッペ (Luis Chiappe) 等によって、中央アルゼンチンにおいて幼体から成体までの幅広い世代が含まれる数多くのプテロダウストロの化石が発見されたことが報告された。ここで注目すべきは卵と卵中の胚の化石も同時に発見されたことである。
確度の高い翼竜卵化石の報告としては同年の中国からの報告が初となりそれに続く物だが、アルゼンチンからの報告はその繁殖環境を示唆していることで特筆される。キアッペは、これはプテロダウストロが現代の水鳥のように集団で営巣し、子供の世話をしていた証拠だと考えており、翼竜類の子育てに関する初めての地質学的証拠となる。